# Милован Станковић (политичар, 1958)
Милован Станковић је дипломирани економиста и српски политичар из Републике Српске.
Станковић је члан Српске демократске странке. У деветој и десетој Влади Републике Српске био је посљедњи министар одбране Републике Српске у периоду од почетка 2003. до краја 2005. године, прије него што је то министарство укинуто.
Станковић је обављао и друге политичке активности, био је предсједник Скупштине општине Теслић од 1997. - 2000, затим и први начелник општине Теслић 2002–2005, те замјеник начелника општине Теслић. Предсједник општинског одбора СДС Теслић био је од 2005–2011, а вршио је и дужност генералног секретара Српске демократске странке.
Милована Станковића (СДС) из Теслића, бившег министра одбране, не треба мијешати са имењаком Милованом Станковићем (СП) из Добоја, бившим министром унутрашњих послова.